# Merritt Lyndon Fernald

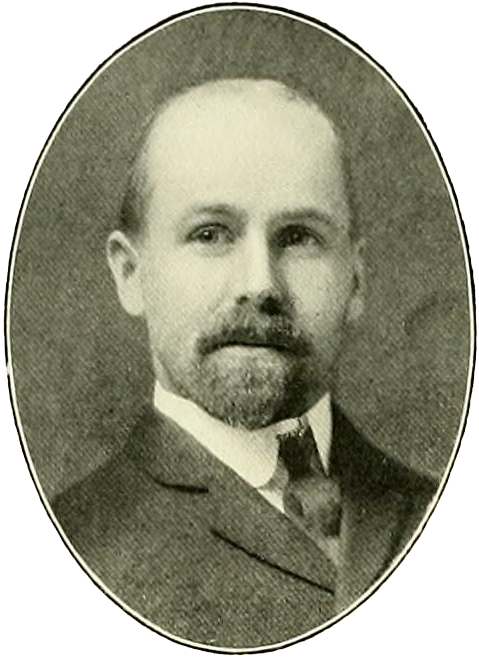
Merritt Lyndon Fernald, 1904

Merritt Lyndon Fernald (* 5. Oktober 1873 in Orono, Maine; † 22. September 1950 in Cambridge, Massachusetts) war ein amerikanischer Botaniker. Er verbrachte seine gesamte akademische Karriere an der Harvard University. Sein Autorenkürzel lautet „Fernald“.

## Leben
Merritt Lyndon Fernald besuchte ab 1890 das Maine State College (heute University of Maine) und veröffentlichte wenig später seine ersten botanischen Fachartikel im Bulletin of the Torrey Botanical Club. Die Qualität dieser Beiträge führte dazu, dass Sereno Watson auf ihn aufmerksam wurde und ihm eine Anstellung am Gray Herbarium der Harvard University anbot, dessen Kurator er war. Anschließend zog Fernald nach Cambridge und war ab 1891 als Assistent am Gray Herbarium tätig, während er parallel dazu seine Studien fortsetzte und diese 1897 mit einem Bachelor of Science an der Lawrence Scientific School in Harvard beendete.
In der Folge verbrachte Fernald seine gesamte akademische Karriere an der Harvard University, so stieg er dort 1905 zum Assistenzprofessor auf, bevor er 1915 zum Fisher Professor of Natural History ernannt wurde. Diese Position hatte er bis zu seiner Emeritierung im Jahre 1947 inne. Parallel dazu fungierte er von 1935 bis 1937 als Kurator bzw. von 1937 bis 1947 als Direktor des Gray Herbarium.
Fernald war seit 1907 verheiratet und hatte drei Kinder. Er verstarb am 22. September 1950 im Alter von 76 Jahren in Cambridge.

## Wissenschaftliches Schaffen
Fernald beschäftigte sich vorrangig mit Phytogeographie, insbesondere mit der Flora von Nordamerikas Osten, so unternahm er zahlreiche Feldstudien in seiner Heimat New England, aber auch in Virginia oder Québec. Zudem erstbeschrieb er eine Reihe von Pflanzenarten, unter anderem in den Gattungen Physalis und Brachistus, und befasste sich mit Pflanzenökologie. Insgesamt veröffentlichte er über 750 Fachartikel und war an mehreren Auflagen des Standardwerks Gray's Manual of Botany beteiligt. Darüber hinaus war er in der Botanical Society of America engagiert und stand ihr 1942 als Präsident vor.

## Ehrungen
Fernald war Mitglied zahlreicher wissenschaftlicher Ehrengesellschaften, darunter der American Academy of Arts and Sciences (1900), der National Academy of Sciences (1935), der American Association for the Advancement of Science und der American Philosophical Society (1936). Im Ausland wurde er unter anderem von der Linnean Society of London, der Königlichen Gesellschaft der Wissenschaften in Uppsala, der Societas pro Fauna et Flora Fennica und der Norwegischen Akademie der Wissenschaften geehrt. Ferner verliehen ihm die Acadia University (1932) und die Université de Montréal (1938) die Ehrendoktorwürde.
Nach ihm benannt wurde die Pflanzengattung Fernaldia Woodson aus der Familie der Hundsgiftgewächse (Apocynaceae).